# ديك ستيل
ديك ستيل (بالإنجليزية: Dick Steel)‏ (13 مارس 1930 في المملكة المتحدة - ) هو لاعب كرة قدم بريطاني في مركز الظهير. لعب مع نادي بريستول سيتي ونادي يورك سيتي ونادي ميرثير تيدفيل ‏ وFerryhill Athletic F.C. ‏ وتشبنهام تاون.